# Arcanispira
Arcanispira es un género de foraminífero bentónico considerado un sinónimo posterior de Reichelinella de la subfamilia Cuvillierininae, de la familia Rotaliidae, de la superfamilia Rotalioidea, del suborden Rotaliina y del orden Rotaliida. Su especie tipo era Arcanispira bacata. Su rango cronoestratigráfico abarcaba el Mioceno inferior.

## Clasificación
Arcanispira incluye a las siguientes especies:
- Arcanispira bacata †
- Arcanispira depressa †